# The Day the Music Died

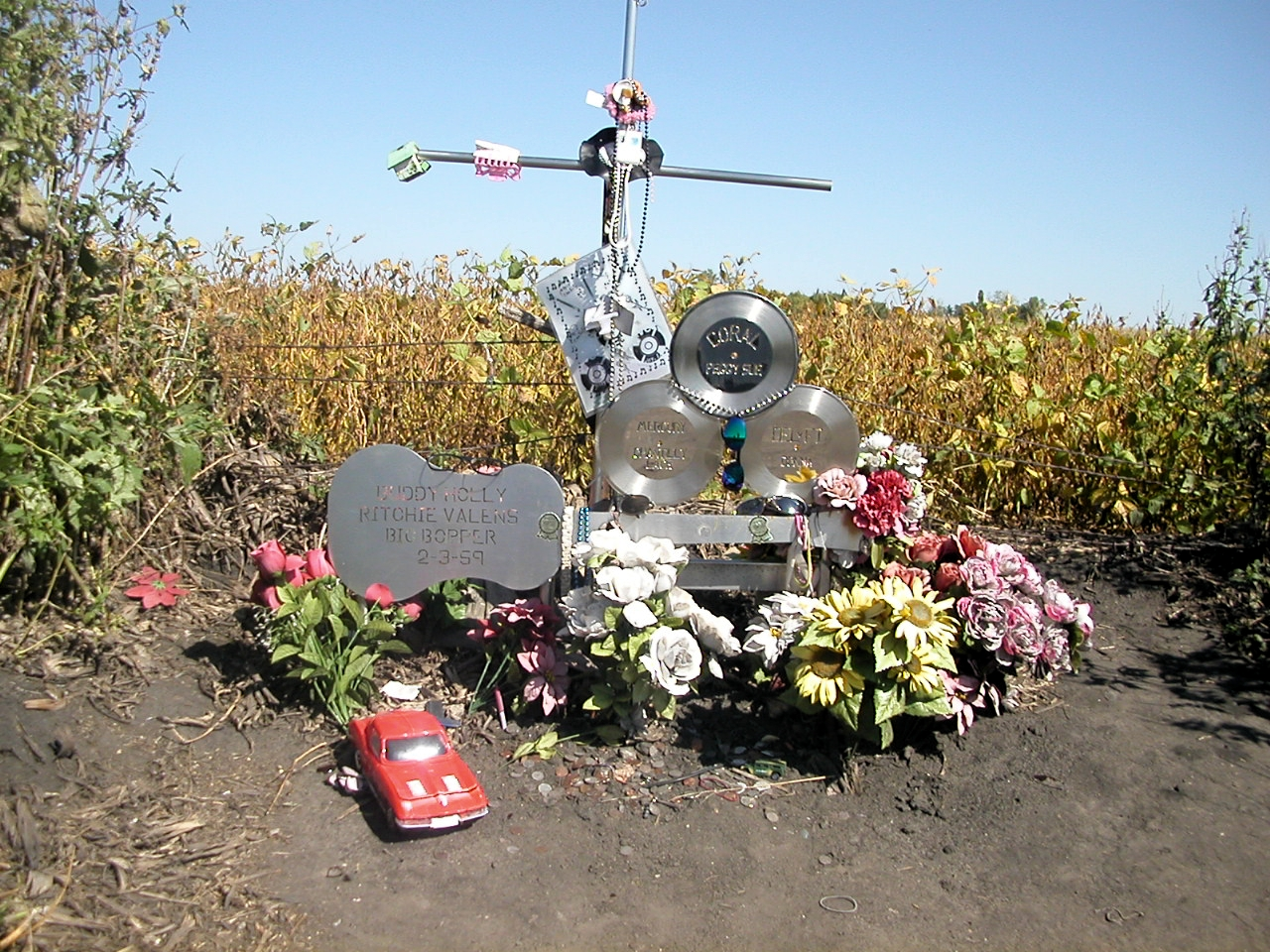
Pomnik w miejscu wypadku

The Day the Music Died (pol. Dzień, w którym umarła muzyka) – określenie wypadku lotniczego, w którym zginęli trzej amerykańscy muzycy rock and rollowi: Buddy Holly, Ritchie Valens i Jiles Perry Richardson. 
Wypadek miał miejsce 3 lutego 1959 roku w Stanach Zjednoczonych w stanie Iowa, niedaleko Clear Lake. Nieduży samolot typu Beechcraft Bonanza rozbił się kilka minut po starcie, 13 kilometrów od lotniska. Powodem wypadku były złe warunki atmosferyczne – śnieżyca. Wszyscy lecący samolotem zginęli na miejscu, czwartą ofiarą był pilot Roger Peterson. 
W samolocie na kolejny z koncertów miał lecieć również członek zespołu Buddy'ego Holly, Waylon Jennings. Zrezygnował z podróży i jego miejsce zajął Jiles Perry Richardson.
Nazwa tego wydarzenia pochodzi z nagłówka gazety i została wykorzystana w nagranej dwanaście lat później piosence „American Pie” Dona McLeana.